# Lynette Liu
Lynette Liu (* 30. Juni 2004) ist eine amerikanisch-samoanische Handballspielerin und in der Disziplin Beachhandball Nationalspielerin Amerikanisch-Samoas.

## Karriere
Lynette Liu ist die jüngere Schwester von Jasmine Liu. Sie ist seit 2019 Mitglied der Nationalmannschaft von Amerikanisch-Samoa und nahm mit dem Team, zu dem auch ihre Schwester gehörte, an den Ozeanienmeisterschaften des Jahres teil, wo die Silbermedaille und damit die kontinentale Vizemeisterschaft gewonnen wurde. Parallel nahm die Mannschaft, ergänzt durch Hannah Mouncey, auch an den australischen Meisterschaften teil und gewann auch dort die Silbermedaille. Im Rahmen der kontinentalen Meisterschaften musste sich die Mannschaft von Amerikanisch-Samoa erneut einzig Australien geschlagen geben und gewann nicht nur gegen die Vertretung der Cookinseln und Kiribatis, sondern auch die Mannschaft Neuseelands. Liu wurde als jüngste Spielerin ihrer Mannschaft bei ihrem ersten Turnier sogleich als beste Spielerin des Turniers (MVP) ausgezeichnet. Im weiteren Jahresverlauf nahm Liu mit der Nachwuchs-Hallen-Nationalmannschaft an der IHF Handball Trophy 2019 (U 19) auf Neukaledonien teil und verpasste mit ihrer Mannschaft dort als Viertplatzierte knapp den Gewinn einer weiteren Medaille. Aufgrund der COVID-19-Pandemie konnten die Mannschaft bis 2022 nicht mehr an internationalen Wettbewerben teilnehmen, erst 2022 kehrte Liu im Rahmen der US-Beach-Tour beim SoCalCup 2022 mit ihrer Mannschaft auf die internationale Bühne zurück, erreichte mit dem Team das Finale und gewann am Ende Silber bei diesem prestigeträchtigen Wettbewerb.

## Einzelbelege
1. ↑  American Samoa Women's Beach Handball Team wins silver in Australia. 14. März 2019, abgerufen am 7. Dezember 2022 (englisch).
Beach Handball – Oceania Qualifiers & Aust Champs – 2019. Abgerufen am 7. Dezember 2022.
Handball championships underway in Australia — American Samoa teams are there. Abgerufen am 7. Dezember 2022.
Handballers win bronze. Abgerufen am 7. Dezember 2022 (britisches Englisch).
2. ↑  American Samoa Handball Team crushes Fiji at U19 Women’s tourney. 15. August 2019, abgerufen am 7. Dezember 2022 (englisch).
IHF | New Caledonia win IHF Trophy – Oceania titles. Abgerufen am 7. Dezember 2022.
3. ↑  Tala I Vaifanua. 15. August 2019, abgerufen am 8. Dezember 2022 (samoanisch).
4. ↑  2022 ASA. Abgerufen am 2. Oktober 2022.
2022 ASA. Abgerufen am 7. Dezember 2022.
2022 ASA vs Twist n Shout 1st half. Abgerufen am 7. Dezember 2022 (deutsch).
2022 ASA vs Twist n Shout 2nd half. Abgerufen am 7. Dezember 2022 (deutsch).
American Samoa’s national women’s beach handball team on the move. Abgerufen am 8. Dezember 2022.

| Personendaten    | Personendaten                                   |
| ---------------- | ----------------------------------------------- |
| NAME             | Liu, Lynette                                    |
| KURZBESCHREIBUNG | amerikanisch-samoanische Beachhandballspielerin |
| GEBURTSDATUM     | 30. Juni 2004                                   |